# سان کلمبانو ال لامبرو
سان کلمبانو ال لامبرو (به ایتالیایی: San Colombano al Lambro) یک کومونه در ایتالیا است که در استان میلان واقع شده‌است. سان کلمبانو ال لامبرو ۱۶٫۳۹ کیلومتر مربع مساحت و ۷٬۷۲۹ نفر جمعیت دارد و ۸۰ متر بالاتر از سطح دریا واقع شده‌است.